# Mycena kuurkacea
Mycena kuurkacea es una especie de hongo basidiomicetos de la familia Mycenaceae. 

## Descripción
Fue descrita por primera vez en el año 2003 por el micologo australiano Cheryl A. Grgurinovic, basándose en ejemplares que se encuentran en Nueva Gales del Sur, Australia.
La forma del sombrero (píleo) es acampanada y de color marrón, igual que en el tallo.
Se encuentran agrupados entre las hojarasca y restos de madera muerta de los eucaliptos.